# باتمان (سلسلة أفلام)
تتكون سلسله أفلام باتمان من سته أفلام تجسد شخصيه خياليه لشركه (دي سي كومكس). قامت شركه (وارنر برذرز) بانتاج وتوزيع هذه الأفلام. بدأت اولي التجهيزات لفيلم باتمان في عام 1979.تلقي كل من (بينجامين) و (ميشيل اوصلان) ردا سلبيا من الثلاث استديوهات (كولومبيا بيكتشر، ينيتيد ارتيست وينيفرسال بيكتشر) الذين عرض عليهم الفيلم.وفي عام 1981 وافقت شركه (وارنر برذرز) علي تصوير الفيلم.
اخرج (تيم برتن) أول فيلم باتمان تم تصويره. (بيرتن) الذي اخرج أيضا (باتمان دوني يور)الفيلم الحالي ترك مكانه في فيلم (باتمان دايما) الي (جويل سكوماشير). بعد فشل الفيلم الحالي (باتمان&روبين)الذي اخرجه (جويل اسكوماشير)، قررت شركه (وارنر برذرز)- التي تخطط لتصوير الفيلم الخامس- بانهاء السلسلة. بعد سبع سنوات بدأ التجهيز لفيلم جديد، وقد تم ترشيح (كريستوفر نولان) لاخراجه. عندما نجح فيلم (باتمان باشليور) علي المستوي المادي والنقدي تم تصوير الفيلم الحالي الذي باسم (كارا شوفايله) والذي اخرجه (نولان).جسد شخصيه باتمان في الأفلام كل من (ميشل كيتون) في فيلمي (باتمان، وباتمان دونيور)، و (فال كيلمر) في (باتمان دايما)، و (جورج كلوني) في (باتمان&روبين)، و (كريستيان بيل) في (باتمان باشليور، وكارا شوفايله).

## التطور
في السبعينات كانت قد بدات تقل شعبيه باتمان.(سي بي إس)-شبكه كولومبيا للبث (توضيح المترجم)- كانت تهتم أيضا بتصوير فيلم باسم (باتمان إن اوتر اسباس). في شهر أبريل لعام 1979 بدأ المخرجين (بينجامين ميلنيكر) و (ميشيل اولان) -اللذان اشترا حقوق الفيلم من (دي سي كوميكس) - الاعداد لتصوير فيلم جيد.كانت رغبه (اوسلان) عمل نموذج جيد حقيقي يبقي مناسبا لعمل (بوب كان) و (بيل فيجر). على الرغم من الاتفاق مع (ريكارد مايباوم) من اجل كتابه السيناريو، و (جاي هاميلتون) من اجل إخراج الفيلم؛ بعد ذلك رفض الثنائي العرض. صَعُبَ علي (اوصلان) في البداية ايجاد استديو.كان شركتي (كولومبيا بيكتشرز) و (ينيتيد ارتيست)من بين الشركات التي رفضت الفيلم.
(اوصلان) الحزين بدأ يشارك مسوده السيناريو الذي باسم (ريترن اوف زا باتمان) – الذي كتبه بنفسه – في صناعه الفيلم. قارن (أوصلان) بعد ذلك نصه بالعمل الذي باسم (زا دارك نيت ريترنز). في شهر نوفمبر لعام 1979، بدأ المنتجان (جون بيترز) و (بيتر جوبر) الاهتمام بالمشروع. ادرك الاربع مخرجين انه عقب النجاح الذي حققه فيلم (سوبر مان "1978") يكون الوقت الانسب من اجل المشروع. عرض (اوسلان)، (مالنيكر)، و (جوبر) الصور التي رسموها من اجل الفيلم علي (يونيفرسال ستوديوز) – شركه أفلام امريكيه {توضيح من قبل المترجم} – لكن؛ الاستديو رفض اقتراحاتهم. فوافقت شركه (وارنر برذرز) علي الفيلم الذي لم يرغبه أي استيديو، على الرغم من اعلان ميزانية الفيلم في عام 1981 بقيمه 15 مليون دولار، تاخر الفيلم الي حد ما. في شهر يونيو لعام 1983 اكمل (توم مانكويز) سيناريو فيلم (زا باتمان). (الجوكر) و (روبرت ثورني) –عدو باتمان- في القصة التي تقوم علي (باتمان) مع قصة (ديك جرايسون) كان سوف يحتل مكان في (سيلفر ستريت كلود) كعلاقه رومانسية. امتثل (مانكويزيتش) سلسله (استيف انجل هارت) العصبي لعمل باسم (باتمان: استرانج اببيريشنز). رسم (مارشيل روجيرز كونسيبت) – الذي عمل في (انجل هارت) و (سترانج اببيراشنز) – الصور. في منتصف عام 1983 أَعلن تاريخ عرض فيلم (زا باتمان) - الذي قيل ان ميزانيته 20 مليون دولار - انه عام 1985 . اراد (اوصلان) ممثل غير معروف لدور (باتمان)، (ويليام هولدن) لدور (جيمس جوردن) و (ديفيد نيفن) لدور (الفيرد بنيورس). أَقترح سيناريو (مانكيوتش) علي (جودانتي) و (ايفن ريتمان) من اجل الاخراج
. كُتِبَت 9 سيناريوهات مختلفه عن طريق 9 كتاب. في الغالب يتقمص (ستيرنج اببيراشنز) الشخصية الاساسيه. من جديد أيضا أرشد سيناريو (مانكويتش) الي المشروع.

## سلسله بورتن/سكوماشير
باتمان
في عام 1986 تولي (تيم بورتن) مهمة إخراج الفيلم. أوضح (استيفي انجل هارت)، و (جولي هيكسون) مضمون الفيلم قبل كتابه سيناريو (سام هام)  ^ . . على الرغم من ذكر أسماء ممثلين كثيرين مثل (ميل جيبسون، بيرسي برروسنان، كيفن كوستنر، تشارلي شين، توم سيليجيكت، وبيل موراي) الذين في القائمة {أ} من اجل دور باتمان إلا أن اختيار (بورتن) كان (ميشيل كيتون). اختيار كيتون للدور تسبب في جدالات. في عام 1988، شكك الكثير من المشاهدين في أن (ميشيل كيتن) - الذي يظهر كثيرا في الأفلام الكوميديه - سوف يستطيع القيام بهذا الدور. وافق (جاك نيكلسون) أيضاً علي تجسيد (الجوكر) بعد العرض المغري الذي من الممكن ان تأخذ زوجته جزء واضح ضمن الفيلم. تقاضي (نيكولسن) أجر 50 مليون دولار بعد الانتهاء من عرض الفيلم  ^ 4.. بدأ التصوير في أكتوبر لعام 1988 في استديو (بنيوود) وإنتهي التصوير في يناير لعام 1989. قد تراوحت الارقام التي توضح الميزانية ما بين 30:48 مليون. أضاف (ورن اسكارن)، (تشارلز ماكوين)، و (جوناسن جيمس) الي السيناريو أيضاً؛ ولكن لم تذكر أسمائهم. تلقي باتمان الكثير من الانتقادات البنائه، ولذلك حطم الأرقام القياسيه لإيرادات البوكس اوفس. جمع الفيلم إيرادات تتعدي ال400 مليون دولار. مهد باتمان الطريق امام تمثيل الكثير من الروايات الكرتونيه التي تبعته.

### باتمان دونيور
لم يرغب |بورتن من البداية إخراج الفيلم الحالي. أدخل (سام هام) (بنجوين ادم)، و (كادي كادن) الي حكاية الفيلم. وافق (بورتن) علي تصوير الفيلم الحالي عندما قدم (دانيال واترز) إليه سياريو جيد. أما في سيناريو (ويسلي استريك) - الذي لم يستخدم - كان يسرد ظهور (روبن)، و (هارفي دنتي). قبل ان تأخذ (ميشيلي بيفيفر) دور (كادي كادن) كانت قد تم الإتفاق بين (انيتي بينينج) مع المخرجين. ولكن عندما حملت (بينينج) تم إستبعادها من العاملين بالفيلم. وبعد ذلك على الرغم من عدم رغبة (سين يانج) – التي تم اختيارها لتجسيد دور (فيكي فال) في أول فيلم – الشديدة في تمثيل الدور؛ لم يكن يرغب أيضاً (تيم بورتن) ذلك. في النهاية تم الإتفاق علي (ريفيفر) أيضا. أما بالنسبة لدور (بنجوينج أدم) تم الإتفاق مع (داني ديفيتو). بدأ تصوير الفيلم في شهر يونيو لعام 1991 في أستيوهات (وارنر برذرز) التي في (بوركان، كاليفورنيا) بواسطه (اليسان). إذا كانت تنتظر شركه (وارنر برذرز) نجاح كبير من فيلم (باتمان دونيور) في البوكس اوفيس؛ فقد حقق أرباح أقل من السابقين. إذا لم يحقق فيلم (باتمان دونيور) النجاح المراد في البوكس اوفيس بسبب تصوير (بنجوين ادام) للجنس، العنف والهمجيه التي في الفيلم؛ فإنه تلقي انتقادات بناءه. أوقفت شركه (ماكدونلز)، و (هابي ميل) عرض الإعلانات التي تم تجهيزها من أجل فيلم (باتمان دونيور). كان فيلم (كات ومان) أيضاً من التراثات التي تركها الفيلم.

### باتمان دايما
بعد الإخفاق المادي الذي مر به فيلم (باتمان دونيور) بدأت شركه (وارنر برذرز) تتزايد ضغوطاتها. قرر الاستديو إرسال الفيلم الي المراقب العام. عندما كان يقرر (تيم برتن) كونه المخرج، حل مكانه (جويل اسكاماشير). على الرغم من ذلك لم يرغب (ماشيل كيتن) - الذي لم يعجبه إداره الفيلم - أن يمثل دور (باتمان) مره أخرى. بدأ تصوير العمل في شهر أكتوبر لعام 1994. بينما حل (فال كيلمر) محل (ميشيل كيتون) هنا، مثل (كريس أودونيل) دور (روبن). كان قد ذكر أيضاً اسم (ليوناردو دي كابريو) من اجل دور (روبين).تم مقابلة كل من (روبين ريت بين)، (جيان تريبلهورن)، و (ليندا هاميلتون) من أجل أن يمثلوا دور (د.تشيز ميريديان) الذي إقتمصته (نيكول كيدمان).ترجيح المخرجين كانت (بين). لكن أخدت (كيدمان) الدور. كان يريد (جويل اسكيماشير) أيضاً أن يمثل (مايكل جاكسون) أو (روبن ويليامز) دور (ريدلر) – {اسمه الحقيقي إدوارد نيغما هوا أحد اعداء بطل روايات الكومكس باتمان [اضافه من المترجم]} -. لكن لم يستطع ان يحقق رغبته، وتقمص (جيم كاري) الدور.أخذت أيضاً (اليزابيس ساندراس) زوجة (بوب كان) دور صغير في العمل. أخذ (بيلي دي ويليامز) - الذي مثل (هارفي دينتي) في أول فيلم - تعويض بسبب أنه لم يأخذ دور في هذا الفيلم.ظهر (باتمان دايما) علي الساحة في 16 يونيو لعام 1995 ، وفي المجمل ربح 350 مليون دولار. ولكن واجه الفيلم انتقادات سلبيه.

### باتمان & روبين
في عام 1997 قررت (وارنر برذرز) أن تشرع في عرض الفيلم الجديد. بدأ تصوير الفيلم في سبتمبر لعام 1996  وإنتهي في أكتوبر من عام 1997. حل (جورج كلوني) محل (فال كليمر) الذي مثل (باتمان) في فيلم (باتمان دونيور) السابق. إنضم (ارنولد سكوارزنيجر) الذي هو (دوكتور فريز)، مع الشخصيات النسائية (اوما ثرومان) التي هي (بويسيون لفي)، و (اليسيا سيلفرستون) الي فريق عمل الفيلم. أولي الأسماء التي تم التفكير فيها من اجل (مستر فريز) كانت (سيلفستر استالوني)، و (باتريك استيوارت). تقاضي (سكوارزينجر) أجر 25 مليون دولار عن دوره في الفيلم. قبل ان تأخد (أوما ثرومان) الدور كان يُراد أن تجسد (ديمي موور) دور (بويزون ليفي). ولكن رفضت (ديمي مور) العرض. في 20 يونيو لعام 1997 تم عرض (باتمان & روين) وتلقي انتقادات سلبيه مره أخرى. بينما حقق الفيلم نجاح مادي قليل ، تلقت الإيماءات اللوطية التي توجد في فيلم (اسكوماشير) انتقادات عنيفة. إحتل (باتمان & روبن) مكاناً في كثير من الدورات في جوائز (التوتة الذهبية) ــ {جائزة سنوية نقيض الأوسكار تعطي لأسوأ فيلم وأسوأ ممثلين} ــ (توضيح من المترجم) ، وكانت واحدة من أسوأ الروايات الكرتونيه التي تم تمثيلها علي مر الأزمنة.

## باتمان الخامس

### باتمان تريمفانت
كانت تبحث شركة (وارنر برذرز) عن طرق إخراج السلسلة إلي الطريق الصواب. كان يتم التفكير في (جويل سكوماشير) أيضاً من أجل إخراج الفيلم الحالي الجديد. ولكن لم يرغب (اكيفا جولدس مان) - الذي عمل مع اسكوماشير في فلمي (باتمان دايما)، و (باتمان & روبن) - في العودة مرة أخرى. في عام 1996 إستاجرت (وارنر برذرز) و (اسكوماشير) (مارك بروتوسيفيتش) من أجل كتابة فيلم باتمان الخامس. أُعلن أن العمل سوف يُعرض في عام 1999. الاسم كان (اسكاريكرو) رجل الشر في سيناريو (باتمان تريمفانت).كان (اسكاريكرو) – الذي يستخدم بعض السموم – يجسد الجوكر. كانت (هارلي كوين) أيضاً تلعب دور مساعد كاخت (جوكر). كان سوف يكرر كل من (جورج كلوني)، و (كريس أودونيل) أيضاً دوريهما اللذان في فيلم (باتمان & روبن). كان من المنتظر عوده (جاك نيكلسون) كـ (جوكر). وقع (استيفي باسيمي)، (جيف غولدبلوم)، (كرستوفر لويد)، (جيرمي أيرونز)، و (براد دوريف) في دائرة الاهتمام من أجل دور (اسكاريكرو). أما بالنسبة لدور (هيرالي كوين) كان يتم التفكير في (مادونا)، و (جنيفر تيلي). ثم بعد ذلك وُجد (اندرو ديفز). كان سوف يجسد كل من المصارع (بريت هارت) باتمان، (فيسينت كارثيزر) يجسد (روبن)، وأيضاً (كريسبين غلوفير) دور (سكاريكرو). لكن بسبب أن شركة (وارنر برذرز) تريد ان تُبقي علي النجاح الكبير الذي حققه فيلم (باتمان & روبين) من الناحية النقديه والانتاجيه؛ تراجعت عن مشروع (باتمان تريمبهانت). إهتم الاستديو بتحويل (باتمان بيوند) الي فيلم حقيقي، وتطبيق روايه (فرانك ميلر) الكرتونيه التي باسم (باتمان: يير وان). سلط معظم المخرجين الضوء الأخضر علي هذه الفكرة. قال (سكوماشير)«أشعر انني مدين بسبب أنني لم أقدم فيلم باتمان جيد الي ثقافة السينما. إذا كنت قد استطعت تصوير فيلم لكنت ابرز اساسيات الفيلم، وكنت رسمت (كارا شوفايله) في شكل ظلمه جيدة جدا ِ».في عام 1998 تداركت شركة (وارنر برذرز) فيلم (باتمان: يير وان).

### باتمان: دارك نايت
على الرغم من أن (وارنر برذرز)، و (جويل سكوماشير) كانا يهتما بمشروع (وان يير)؛ إلا أنه في عام 1998 إقترح (لي شابيرو)، و (ستيفان وايز) – اللذان من محبي باتمان - مشروع (باتمان: دارك نيت) علي الاستديو.كان يعيش (ديك جرايسون) شريك (بروس واين) في حكاية (دارك نايت) في شجارات غريبة في جامعة (جوائز غوثام) التي تعلم بها. كان (د. جوناتهان كراني) يقوم ببعض التجارب في جامعه (جوتهام). تحول (د. كريك لانجستروم) الي مخلوق باسم (مان-بات) بسبب (كراني). اعتقد مواطني مدينة (جوائز غوثام) أن (مان-بات) يكون باتمان متعطش الي الدم. يسعي (بروسي واين) أيضاً أن يجد شخصيه (مان-بات) الخفية. بينما يعيش (مان-بات) صراع «الإنسان – الوحش» داخله يحاول أيضاً (د.كراني) أن يأخذ ثأر طرده من جامعة (جوتهام). رفضت (وارنر برذرز) هذه الحكاية دون التفكير كثيرا، وأخذت تركزعلي حكاية باتمان: يير وان.

### بيوند ووان يير
في ديسمبر لعام 2000 بدأ (سكوت روسينبيرج) كتابة سيناريو (باتمان: وان يير). في عام 2000 تم اختيار (باول ديني)، (نويل ستيفنسون)، و (بواز ياكين) من كتابة (باتمان بيوند)، وكلفوا (ياكين) من أجل الإخراج. كان سوف يأخذ الفيلم أساسياته من فيلم (وارنر برذرز) الكرتوني الذي تم نشره في التليفزيون. لكن إتجهت شركة (وارنر برذرز) إلي (باتمان: يير وان) متراجعتاً عن مشروع (باتمان بيوند).
تولي صناع الفيلم المهمة من (جويل سكوماشير)، والقوا الضوء علي (دارين أرنوفسكي) من أجل إخراج الفيلم. قد عمل (دارين أرنوفسكي) مع (فرانك ميلر) في الرواية - التي سوف تتحول الي الفيلم وفي (روبين). قال (دارين أرنوفسكي) - الذي سوف يأخذ من هذه الرواية في سلسلة سوف تبدأ الي سلسلة جديدة - «سوف أقدم كل شئ تخيلته من أجل باتمان الي هذه الحياة ! كل شئ ! نحن نبدأ سلسلة جديدة تماما». (دارين أرنوفسكي) - الذي بدأ تنظيم فريق عمله مع (ماثيو ليباتيك) – بالنسبة لتقمص شخصية (باتمان) كان يفكر في (كريستيان بيل) الذي لعب هذا الدور في فيلم (باتمان باشليور). بالإضافة الي ذلك كان (دارين أرنوفسكي) يمزح في موضوع أن (فرانك ميلر) رجح تصوير الرواية الكرتونية التي باسم (زا دارك نايتس ريترنس) مع (كلينت ايستود) أو (باول نيومان) في (طوكيو). في نفس الوقت كانت شركة (وارنر برذرز) تقوم بأعمال من أجل فيلم (كات ومان). لكن في عام 2002 تراجع الاستديو عن (باتمان: يير وان) وعاد مرة أخرى الي مشروع (باتمان وسوبر مان).

### باتمان وسوبر مان

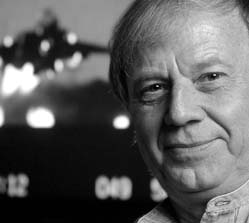
بيترسن

كانت تفكر شركة (وارنر برذرز) في (ماك جي) – جوزيف ماكينجي مخرج ومنتج أفلام أمريكي الجنسيه [توضيح من المترجم ] - من أجل إخراج سيناريو (جاي جاي أبرامز) الذي باسم (سوبر مان :فلاي باي). لكن اتجه (ماك جي) الي فيلم باسم (تشارلي ملاكلاري: تام جاز) منفضلا عن المشروع. بعد ذلك في أغسطس لعام 2001  ظهر مشروع سوف يُحاكي من سيناريو (اندرو كيفن والكر) الذي باسم (باتمان وسوبر مان) ويحل مكان الفيلم الذي تم الإتفاق مع (ولفجانج بيترسون) من أجل إخراجه. كان يتم التفكير في (ولفجانج بيترسون) من أجل إخراج هذا الفيلم أيضاً. لأسباب غير معروفة تم استئجار (اكيفا جولدس مان) من أجل كتابة سيناريو فيلم (باتمان وسوبر مان) مرة أخرى.
هكذا كانت مسودة (جولدسمان) التي إنتهت في 21 يونيو من عام 2001 ؛ فكر (بروسي واين) في الإقلاع عن الصراع مع الذنب بسبب الصعوبات التي عاشها. (بروسي) - الذي كان حزيناً بسبب فقدان (ديك جرايسون)، (الفريد بيني ورث) ، (جامس جوردون) - الذين توفوا- حصل علي دعم من (اليزابيس ميلر). في تلك الاثناء أيضاً كان (كلارك كينت) في فترة طلاقه مع ( لويس ان) . (كلارك) و(بروسي) يكونوا أصدقاء مقربين. بعد شهر العسل قتل [[(جوكر) (اليزابيس)]] ؛ وبدأ (بروسي) الانتقام. اتهم (بروسي) (كلارك) بقتلها، وبدؤا يحاربون بعضهم البعض. يحاول (ليكس لوثر) أيضاً تنفيذ خطته عندما علم أن هناك فرصة من وضعهما الإثنين. وحَّد الاثنان قوتهما وأوقفا (لوثر).
كان يتم التفكير في (كريستيان بيل)، و (جوش هارتنت) من أجل دوري (باتمان) و (سوبر مان). وبعد ذلك أخذ (بيل) دور في فيلم (باتمان باشليور). وفي عام 2003 كان سوف يبدأ صياغة الفيلم، وتاريخ عرض الفيلم سوف يكون أيضاً في صيف عام 2004. على الرغم من تسليط الضوء الأخضر علي المشروع تخلت شركة (وارنر برذرز) عن المشروع من أجل إخراج فيلم (ولفجانج بيترسون) (تروفا 2004). إهتمت أيضاً شركة (وارنر برذرز) بفيلم (سوبر مان: فلاي باي) وسلسلة باتمان الجديده.

### النهاية
في نوفمبر لعام 2002 أعادت شركة (ورنر برذرز) مشروع (جوس ويدن) كاتب الرواية الكرتونية. في ديسمبر لعام 2003 تم الإتفاق مع (كريستوفر نولان) من أجل إخراج أول فيلم لسلسلة باتمان الجديدة، وظهر علي الساحة فيلم باتمان باشليور.

## سلسله كريستوفر نولان

### بداية باتمان (2005)
في البداية كان (ديفيد فينشر) سوف يخرج الفيلم. بعد ذلك رفض العرض. ففي عام 2003 كان المخرج (كريستوفر نولان) - الذي اختير بدلاً من (ديفيد فينشر) - والمساعد السيناريست (ديفيد إس. غويور) بدآ كتابة فيلم (باتمان باشليور) ، وحاولا إخراج فيلم يغلب علي الشخصية الحقيقية لأبطاله الإنسانية، الواقعية، والصدق. استفاد المصورين قليل جداً من دعم الحاسب الآلي في الفيلم الذي تم تصويره في إنجلترا وشيكاغو. تم ابتكار (باتموبايل) – السيارة الخاصة بشخصية باتمان {توضيح من المترجم} - ومغارة لباتمان من أجل الفيلم. نجح (باتمان باشليور) من الناحية الانتاجية والنقدية. يوم 15 من يونيو لعام 2005 عُرِضَ الفيلم في 3,858 صالة سينما في الولايات المتحدة الأمريكية وكندا. العمل - الذي حقق 48 مليون دولار في الاسبوع الافتتاحي - حقق في الإجمالي 370 مليون دولار إيرادات شباك التزاكر. كان 84% من التعليقات علي الفيلم في موقع (روتين توماتوز) – موقع ويب معروف عالميا يجمع تقييم النقاد {توضيح من المترجم} - إيجابية. قال النقاد ان هذا الفيلم يتشابه كثيرا مع عالم الشخصيات التي في الرواية الكرتونية مقارنتاً بالسابقين، وكان غامضاً. أزاد ذلك شعبية شخصية (باتمان بيجينجس) التي في هوليود.

### فارس الظلام (2008)

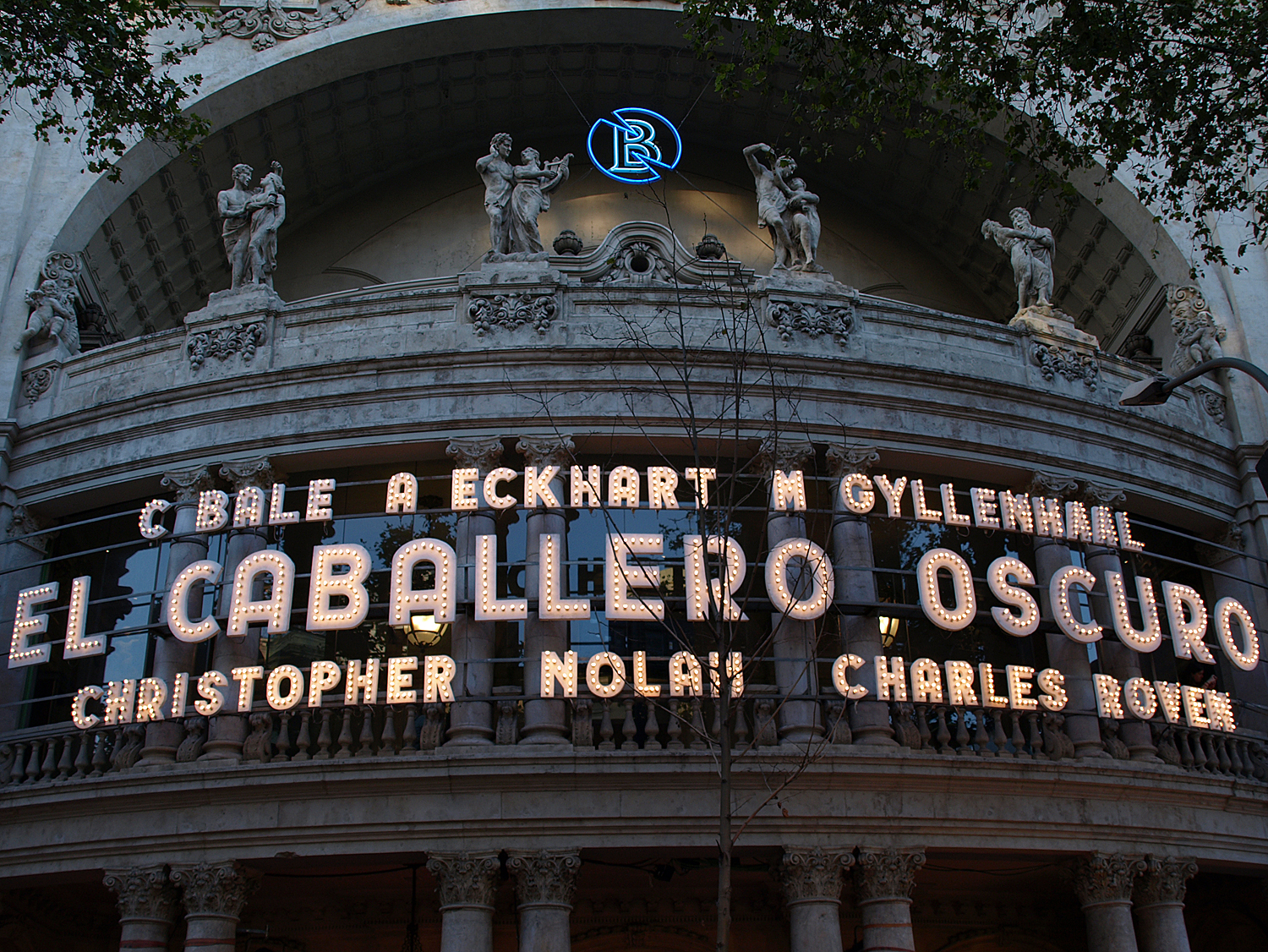
اسبانيا في تمثيل فيلم فارس الظلام

أخذ (كريستوفر نولان) - الذي جلس علي كرسي الاخراج مرة اخري في الفيلم الحالي - أخيه (جوناثان نولان) الي جانبه ككاتب مساعد في هذا. الفيلم الذي أضيف إليه شخصيات جديده مثل الجوكر الذي جسده (هيث ليدجر)، وذو الجهين –احد اعداء باتمان {توضيح المترجم} – الذي جسده (ارون ايكهارت)؛ بدأ تصويره في مدينة شيكاغو في أبريل لعام 2007 . التصوير الأخر تم في إستديوهات (بينود) وفي هونغ كونغ. في 22 من ديسمبر وجد (هيث ليدجر) - الذي هو واحد من ممثلين الفيلم- ميتاً في شقته بسبب انه أخذ جرعة علاج زائدة. شركة (وارنر برذرز) التي ركزت علي الجوكر (هيث ليدجر) في الاعلانات والبوسترات الأولي للفيلم؛ أعطيت أهميه مرة أخرى للشخصيه بعد موت الممثل. أُقيم احتقال الفيلم في 16 من يوليو، بِيع عدد قياسي من التزاكر في الأسبوع الأول. الفيلم – الذي تلقي كثير من الانتقادات الإيجابية - حقق 500 مليون دولار في أمريكا متخطيا إيرادات البوكس اوفيس للفيلم السابق له، وأحتل مكاناً في قمة قائمة البوكس اوفيس لمدة اسابيع. كان مرشحا لجائزة الأوسكار – هي مجموعة جوائز تهديها أكاديمية فنون وعلوم الصور المتحركة كل عام {توضيح من المترجم} - في النسخة الثامنة. حقق جوائز أفضل ممثل مساعد وأفضل لحن صوتي.

### نهوض فارس الظلام (2012)
صرح (جيف روبينوف) – أحد مديرين - شركة (وارنر برذرز) أن الفيلم الثالث سوف يُعرض في عام 2011. قال (نولان) - الذي لم يرغب تصوير الفيلم الحالي- «هل سوف تصورني الحكاية؟ هذا أهم سؤال. أسال نفسي عن هذا: كم يوجد فيلم ثالث جيد ؟». قال (غاري أولدمان) أنه متأكد من أجل (نولان) سوف يعود ، وأنه إذا عاد (نولان) سوف يعود (بيل) بنفسه أيضاً. أوضح (غاري أولدمان) أن (جوردن) و (باتمان) سوق يتقاربا جداً في الفيلم الثالث. وبالإضافة إلي ذلك أضاف أن الشخصية السيئة في الفيلم سوف يكون (ريدلر). صرح (نولان) أيضاً أنه إذا أخرج الفيلم سوف لم يكن (روبين). أوضح (كريستيان بيل) أيضاً أنه سوف لم يمثل إطلاقاً في حاله كونه (روبين). وبالإضافة إلي ذلك قال نولان «وضعه في الفيلم سوف يكون صعب»؛ متحدثا بأنه سوف يكون من الصعب حصول (بنجوين) – البطريق هو شخصيه خياليه شريره من قصص باتمان {توضيح المترجم} - علي دور في الفيلم. بينما تولي (كريستيان بيل) مرة أخرى دور (بريس واين) في الفيلم الذي يُعرض في 27 يونيو لعام 2012، مثلت أيضاً (اني هاثهاواي) دور (كدي كادين)، وتلقي الفيلم أيضاً انتقادات بناءة. أما بالنسبة للأدوار الأخرى في الفيلم؛ (مورجان فريمان) دور (لويسز فوكس)، (ماريون كوتيللارد) دور (ميراندا)، وأما في دور (الفريد) لم يتغير الاسم، وتولي (ميشل كاين) الدور. أما كرسي المخرج فقد جلس عليه (كريستوفر نولان) للمرة الثالثة. رافق (ديفيد إس. غويور) و (بوب كان) (جوناثان نولان) - أخ (كريستوفر نولان) - مرة أخرى في سيناريو الفيلم. الفيلم - ذات الميزانية 250 مليون دولار - حقق 160 مليون دولار في الولايات المتحدة في الاسبوع الافتتاحي. كان من المتوقع أن الفيلم يحقق 422 مليون دولار في 4404 صالة عرض في الولايات المتحدة فقط. صوت 517,368 شخص علي الفيلم في (قاعدة بيانات الأفلام على الإنترنت) – قاعدة البيانات الكبري الخاصة بالأفلام علي الإنترنت {توضيح من المترجم} - ، وحصل علي درجة 8.7 / 10.

### باتمان/بروسي واين

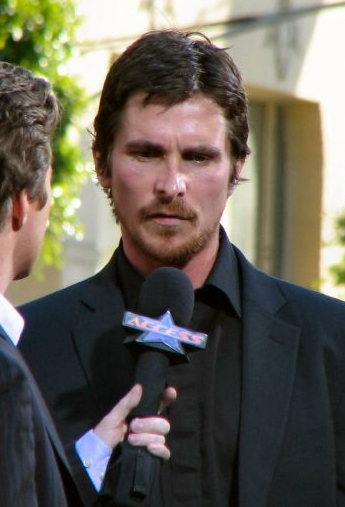
كريستيان بايل في العرض الأول لفيلم باتمان

تم تجسيد رجل الأعمال الغني (ميشل كيتون) الذي تصارع مع الخطيئة في فيلم باتمان الذي تم تصويره في عام 1989 . كان يخطط (كيتون) أن يأخد مصدر من لوحة باتمان التي في سلسلة (ادم ويست) التي انتشرت في الستينات، حتي رأي عمل (فرانك ميلر) الذي باسم (زا دارك نيت ريترنس). في البداية ميشل كيتون – الذي تولد لديه شكوك بأنه من الممكن عدم السيطرة علي الدور - لفت الأنظار في دور الرجل العنكبوت مثبتاً عكس الانتقادات التي أُقيمت في حقه. رأي قبولًا في أغلب الأماكن بأنه أفضل ممثل تقمص دور باتمان.
ترك (كيتون) مهنة الإخراج، ورفض عرض (تيم برتن) الذي جاءه بأن يأخذ دور فيلم (باتمان دايما) بعدما أصبح ممثل. تم اختيار (فال كيلمر) للدور الذي ذُكر من أجله أسماء كل من (اليس بالدوين)، و (كيرت راسل). كتب (روجر ابرت) أنه إذا ما كان نجاح كيلمر مثل (كيتون) فكان جيد أيضاً.
جاء هذه المرة (جورج كلوني) بدلاً من (كيلمر) - الذي لم يرغب أن يأخذ مكاناً في الفيلم الحالي - بعد فيلم (باتمان دايما). في تلك الاثناء كان الرأي العام بالنسبة للنجم الصاطع الجديد أنه لم يكن ناجحاً في الدور.قال كلوني أنه مثل شخصيته مثل لوطي في الفيلم الذي يوجد به ايحاءات جنسية.
كريستيان بيل - الذي فكر في تمثيل باتمان في المشروعات التي لم تتحقق باسم (باتمان: يير وان) و (باتمان وسوبر مان) - أحيي شخصيته في الفيلم الحالي (كارا شوفايله) وأيضاً في فيلم (باتمان باشليور) الذي عُرض في عام 2005. بيل الذي فقد وزن من أجل دوره في فيلم (ماكينست) الذي مثله من قبل، عمل علي زيادة وزنه من أجل (باتمان باشليور). أداء (كريستيان بيل) بوجه عام تلقي انتقادات إيجابية.

### الموسيقي
لحن (داني ايلف مان) - الذي عمل لأول مرة في فيلم أكشن - موسيقي فيلم (باتمان) الذي تم تصويره في عام 1989 . أما البوم (سوند تراك) - الذي أٌصدر من أجل العمل - أعده (برينس) . (الف مان) - الذي عمل أيضاً في (باتمان ريترنس) - ترك مكانه في (باتمان دايما) إلي (اليوت جولدينثال) . أخذ (جولدينثال) مكاناً أيضاً كملحن في فيلم (باتمان & روبن) .
(هانز زيمر) و (جامس نويتون هوارد) - اللذان اتحدا - لحنا موسيقي فيلمي (باتمان بيجنس) و (كارا شوفايله) لـ (كريستوفر نولان) .قام (هانز زيمر) بعمل الموسيقي الخاصة بالـ (جوكر) في فيلم (كارا شوفايله) ، وأعد أيضاً (هوارد) موسيقي (اكي يوز) – ذو الوجهين- . البوم (سوند تراك) للفيلمان – اللذان ضما مقطوعات عمل (هوارد) و (هانز زيمر) حققت معدل مبيعات جيد جداً.